# 9480 Inti
9480 Inti (2553 P-L) là một tiểu hành tinh vành đai chính.